# Paběnice (tvrz)
Paběnice jsou zaniklá tvrz ve stejnojmenné vesnici jihozápadně od Čáslavi v okrese Kutná Hora ve Středočeském kraji. Písemně je doložena od patnáctého století, ale pravděpodobně byla založena už ve století třináctém. Tvrz byla sídlem drobné šlechty a svůj původ od ní odvozoval rod Voračických z Paběnic. Koncem patnáctého století ztratila svou sídelní funkci a téměř beze zbytku zanikla. Její archeologické stopy jsou chráněny jako kulturní památka.

## Historie
První písemná zmínka o paběnické tvrzi pochází z roku 1414, ovšem vesnice existovala už v roce 1279, kdy patřila Vilémovi a Volmarovi z Paběnic. Na přelomu třináctého a čtrnáctého století vesnici drželi bratři Hrabiše a Oldřich z Paběnic. V letech 1361–1363 vesnice patřila jakémusi Přibecovi a podle výkonu patronátního práva k třebonínskému kostelu byli dalšími majiteli vsi Krušina z Lipého (1380) a Jindřich z Lipého (1392).
Roku 1392 byl poprvé jako majitel zmíněn kutnohorský měšťan Jakeš Písecký, který vesnici v roce 1408 prodal měšťanovi Václavu Frcuchárovi. Tvrz byla při Václavových jednáních s Vikéřem z Myšlína roku 1414 zmíněna jako hrad, k němuž patřilo šest vesnic. V roce 1415 Václav paběnické panství prodal Benešovi z Řepčic, přičemž jako polovinu domluvené ceny přijal statek Řepčice. Benešovi Paběnice patřily ještě v roce 1419. Po něm se vlastníkem stal Aleš z Malíkovic, který panství roku 1431 prodal Mikulášovi z Nehodiva.
Okolo roku 1435 statek získal Ondřej Keřský z Řimovic. Je možné, že jej ovládl o něco dříve, nebo ho dostal o něco později od Bedřicha ze Strážnice. Později se však dostal s Bedřichem do sporu a roku 1446 vedl v kraji drobnou válku. Bedřich se spojil s Janem Hertvíkem a hodlal paběnickou tvrz oblehnout. Žádal proto město Tábor o zapůjčení děl, ale město jeho žádost odmítlo. Přesto Bedřich Paběnice na začátku července 1446 oblehl, ale Ondřej Keřský se usilovně bránil. Obránci zranili tolik obléhatelů, že ranění museli být odvezeni třemi vozy do Kolína. Obléhatele nakonec podpořil krajský hejtman Mikuláš Trčka z Lípy. Ondřej Keřský potom v noci na 13. července v noci z tvrze ujel na tvrz v Janovicích. Paběnická tvrz byla 22. července 1446 dobyta a její posádka oběšena.

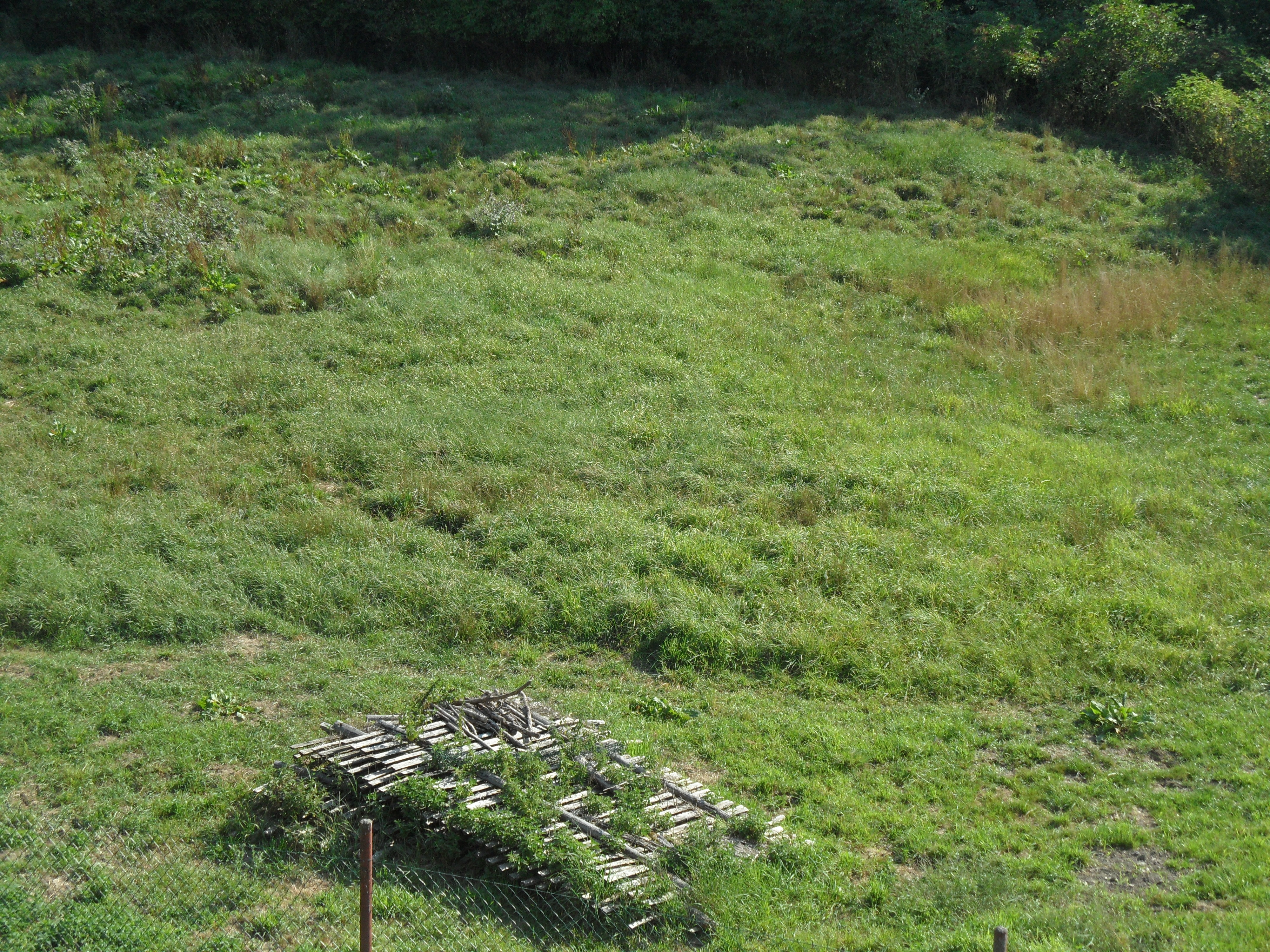
Paběnické tvrziště

Paběnice poté na základě dlužního úpisu Beneše z Řepčic z roku 1418 převzal Jan Kaplíř ze Sulevic. Jeho synové Václav a Bohuslav Kaplířové statek roku 1454 přenechali Bohuslavovi z Košína. Po něm Paběnice, Úmonín a Lhotu zdědil syn Jindřich a v roce 1457 vše prodal svému strýci Janovi z Košína. Jeho příbuzný Kryštof se svými bratry Paběnice přenechal Petrovi Janovskému ze Suchotlesk. Petr byl paběnickým pánem zmíněn v roce 1472.
Od konce patnáctého století tvrz přestala sloužit jako vrchnostenské sídlo. Petrův syn Bohuslav roku 1487 prodal městečko Paběnice s tvrzí Slavatovi z Chlumu. Ten je připojil k chlumskému panství, u kterého byla tvrz v roce 1547 zmíněna jako „zámek pustý Paběnice“.
V letech 1580–1625 Paběnice znovu byly samostatným statkem. Podle Tomáše Šimka je možné, že tehdejší majitel Petr Lukavecký z Lukavce zpustlou tvrz na začátku sedmnáctého století opravil, ale podle Augusta Sedláčka zůstala opuštěná.

## Stavební podoba
Tvrz se nacházela v nejvyšším místě Paběnic, kterému se říká Na Hradě. V prostoru tvrziště stojí usedlosti čp. 14, 15, 73 a 91. Při úpravách terénu v jejich okolí byly odkryty pozůstatky zdiva.